# Carme LXXXVI
Il carme LXXXVI (o carme 86) è un carme di Catullo appartenente ai testi dell’Epigramma in cui il poeta esprime il suo amore verso Lesbia, e sui principi su cui si basa, ossia la Fides (la lealtà e il rispetto su cui si basa un rapporto) su cui si fonda il Foedus (patto d’amore). Il poeta sostiene che nessuna donna sia mai stata amata da nessuno come Lesbia da lui.
Testo:
Quintia formosa est multis, mihi candida, longa,
recta est: haec ego sic singula confiteor.
Totum illud «formosa» nego: nam nulla venustas,
nulla in tam magno est corpore mica salis.
Lesbia formosa est, quae cum pulcherrima tota est,
tum omnibus una omnis surripuit Venere.

Traduzione:
Quintia è bellissima per molti, per me è bianca, alta,
diritta: io a mmetto questi pregi a uno a uno.
Non dico che sia bella nel suo complesso: infatti nessuna grazia,
nessun granello di sale è in un corpo tanto grande.
Lesbia è bella, la quale non solo è bella nel suo complesso,
ma ha tolto a tutte le donne le grazie per se.